# La Récolte des pommes de terre, Pontoise
La Récolte des pommes de terre, Pontoise (deutsch: Die Kartoffelernte) ist der Titel eines impressionistischen Gemäldes von Camille Pissarro (1830–1903) aus dem Jahr 1874, das in Pontoise, wo in jener Zeit mehrere Künstler lebten, entstand. Es gehört zu der Phase in Pissarros Schaffen, in der er mit einer neuartigen Maltechnik experimentierte, die mit eher rohem Farbauftrag mit einem Malmesser, statt mit dem Pinsel, neue Wirkungen erzeugen sollte. Das Bild befindet sich heute in unbekanntem Privatbesitz.

## Beschreibung
Das Bild zeigt eine landwirtschaftliche Szene, in der im Vordergrund sechs Personen, vier Frauen, zwei Männer, bei der Kartoffelernte auf einem Feld in der Flussniederung der Oise zu sehen sind. In Zeiten der vorindustriellen Landwirtschaft wurden Kartoffeln mit der Hand geerntet. Dargestellt werden einerseits Menschen, die sich bücken, um die Kartoffeln aus dem bereits aufgelockerten Boden zu holen, und andererseits Personen, die das Erntegut in Körbe und Säcke füllen. Es ist eine Art für die Zeit moderner Arbeitsteilung im Gegensatz zu traditioneller Landwirtschaft, wie sie auf den Bildern von Jean-François Millet zu sehen ist. Den Mittelgrund des Bildes dominiert ein Bauernhausensemble, links davon, weiter hinten, ist ein Dorf zu erkennen. Das Gelände ist im Gemälde topographisch nicht genau wiedergegeben, so wurde der Hügel erhöht, um als Hintergrund für die Figuren zu dienen. Diese wirken eher arrangiert, als nach der Natur gezeichnet, und das Thema des Werkes erinnert an die Malerei von Millet. Pissarro trug die kräftigen leuchtenden Farben, in einer teilweise unregelmäßigen Schicht mit einem Mal- oder Palettenmesser auf, wie es schon Gustave Courbet, allerdings als ein die Oberfläche glättendes Werkzeug für seinen Realismus, nutzte. Pissarro jedoch schuf mit dieser Technik, je nach Farbgebung, reliefartige Strukturen. Er nimmt damit die Malweise für Landschaften späterer Künstler, wie Paul Gauguin, Vincent van Gogh und der Künstler des Fauvismus vorweg. Die Figuren erscheinen wie auf einem Schachbrett platziert.

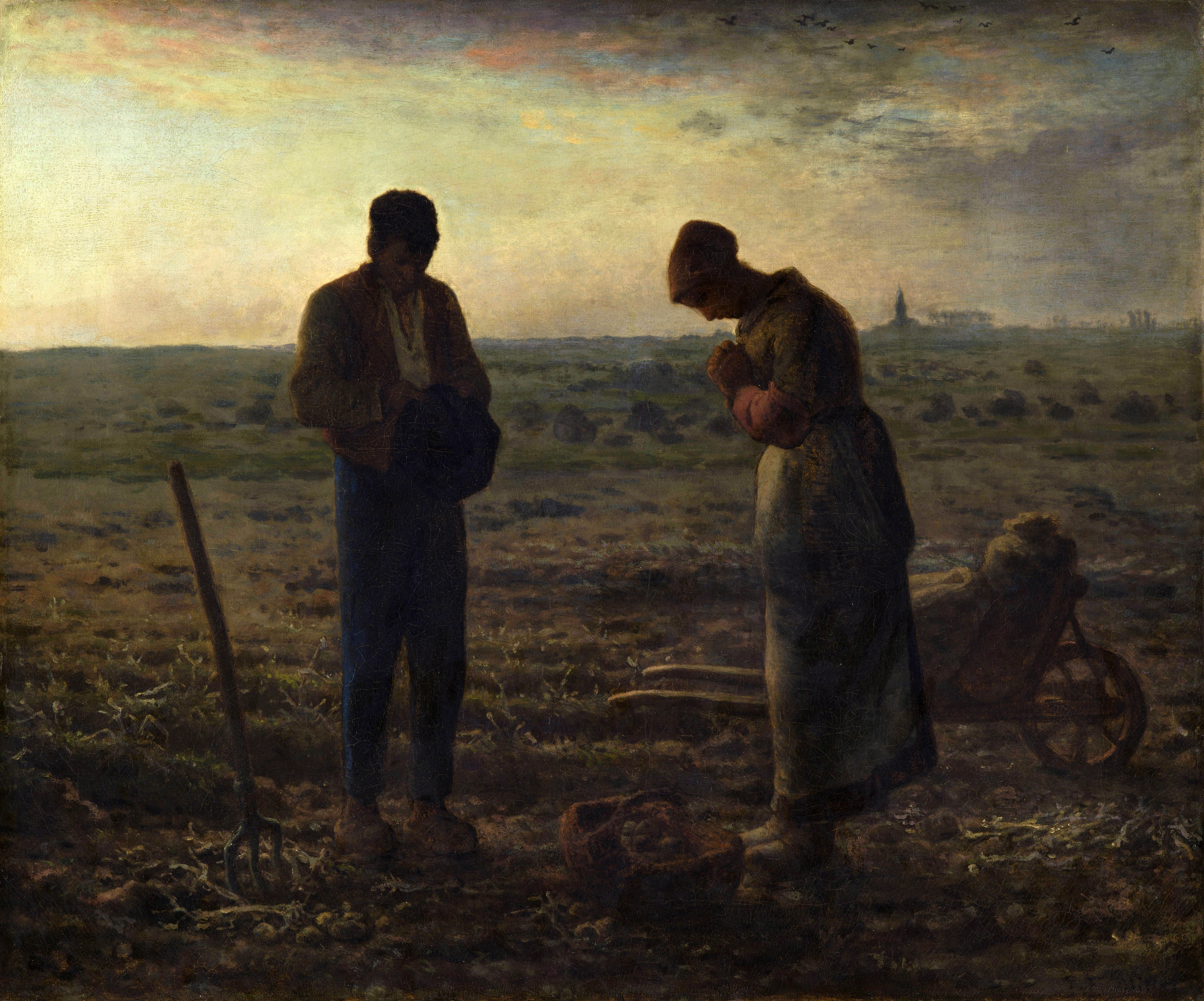
Das Angelus-Läuten von Jean-François Millet

Das Thema Kartoffelernte hatte bereits Millet zu einem seiner bekanntesten Gemälde L’Angélus (Musée d’Orsay, Paris), auf dem aber nur zwei Personen dargestellt werden, inspiriert. Pissarro kannte Millets Bild wahrscheinlich aus Paul Durand-Ruels Galerie. Er schrieb an seinen Freund Théodore Duret am 11. Dezember 1874 über seine neue Maltechnik, und Duret bestärkte ihn darin, sich weiter mit dem Thema zu beschäftigen. Pissarro schuf in den nächsten drei Jahren viele ähnliche Bilder. Die zeitgenössische Kunstkritik missverstand sie allerdings immer wieder und bezog sie eher auf Millet, statt auf die damals als modern geltenden Werke von Pierre-Auguste Renoir, Claude Monet und Edgar Degas.
Das Werk ist in der Technik Öl auf Leinwand ausgeführt und hat die Maße 33 × 41,3 cm. In dem 2005 neu aufgelegten Werkverzeichnis (von Daniel Wildenstein initiiert) hat es die Nummer 360, in dem Werkverzeichnis von 1939 ist es unter der Nummer 295 verzeichnet.

## Provenienz
Provenienz: Das Gemälde entstammt dem Nachlass des Künstlers und gelangte zunächst über Lucien Pissarro, Camille Pissarros ältesten Sohn, in eine Londoner Privatsammlung, wo es in etwa bis 1940 verblieb. Im Jahr 1995 wurde es bei Christie’s versteigert und ging für 1.273.000 US-Dollar in den Besitz des derzeitigen anonym gebliebenen Eigentümers über.

## Ausstellungen
- 1910: Große Kunstausstellung in der „Kunsthalle Bremen“ (Februar/März)
- 1911: Pictures by Camille Pissarro, London in der „Stafford Gallery“ (Oktober)
- 1914: Exposition rétrospective d’oeuvres de Camille Pissarro in der „Galerie Manzi-Joyant“ in Paris (Januar/Februar)
- 1931/1932: Oil Paintings by Camille Pissarro (Juni 1931 bis November 1932) unter anderem in der Tate Gallery in London, im „City Museum and Art Gallery“ in Birmingham, in der „Castle and Art Gallery“ in Nottingham, in den „War Memorial Buildings“ in Stockport, in der „Mappin Art Gallery“ in Sheffield, in der „City Art Gallery“ in Leeds oder in der „Art Gallery“ in Northampton
- 1950: A Camille Pissarro Exhibition in der „Matthiesen Gallery“ in London (Juni/Juli)
- 1951: Festival of Jewish Arts in den „McLellan Galleries“ in Glasgow (Februar)
- Coronation Exhibition of Paintings in der „Ben Uri Gallery“ in London (fälschlich auch als Collection of Lucien Pissarro bezeichnet)
- 1955: Camille Pissarro and Alfred Sisley in der Marlborough Fine Art, Ltd. in London (Juni/Juli)
- 1968: Pissarro in England in der Marlborough Fine Art, Ltd. in London (Juni/Juli)
- 1974: Impressionism: Its Masters, Its Precursors and its Influence in Britain in der „Royal Academy of Arts“ in London (Februar–April)
- 1984: Rétrospective Camille Pissarro im „Isetan Museum of Art“ in Tokio oder im „Municipal Museum of Art“ in Kyōto (März–Juli)
- 1998: Camille Pissarro im „Palazzo dei Diamanti“ in Ferrara (Februar–Mai)
- 2003/2004: Entre ciel et terre: Camille Pissarro et les peintres de la vallée de l’Oise in der „Städtischen Galerie“ in Böblingen, im „Musée Tavet-Delacour“ in Pontoise, in der „Mitsukoshi Gallery“ in Tokio, im „Onomichi Municipal Museum“ in Hiroshima und im „Hamamatsu Municipal Museum of Art“ in Shuzuoka (September 2003 bis Juni 2004)
- 2005/2006: Pioneering Modern Painting: Cézanne and Pissarro 1865–1885 im „Museum of Modern Art“ in New York City, im „County Museum of Art“ in Los Angeles und im „Musée d’Orsay“ in Paris (Juni 2005 bis Mai 2006)[6]